# Hadji Khanmammadov
Hadji Khanmammadov (en azéri : Hacı Dadaş oğlu Xanməmmədov), né le 15 juin 1918 dans la ville de Derbent et mort le à 7 avril 2005 à Bakou, est un compositeur et chef d’orchestre azerbaïdjanais.

## Premiers pas
La connaissance personnelle d'Uzeyir Bey Hadjibeyov joue un grand rôle dans son développement en tant que musicien professionnel. En 1934, U. Hadjibeyov accepte H. Khanmammadov comme soliste dans l'Orchestre d'instruments folkloriques de la Radio d'État d'Azerbaïdjan. Lorsque l'opéra d'U. Hadjibeyov Koroglu est joué en 1937 au Théâtre académique d'opéra et de ballet d'État d'Azerbaïdjan, Haji Khanmammadov y interprète la partie de tar dans l'orchestre symphonique. Le jeune musicien  participe à la première décennie de la littérature et de l'art azerbaïdjanais qui se tient à Moscou en 1938.

## Compositions
En 1943, le Département des « Fondements de la musique folklorique » est ouvert au Conservatoire d'État d'Azerbaïdjan et Uzeyir bey invite H. Khanmammadov à y travailler. Le compositeur, qui a une profonde maîtrise de la musique folklorique, utilise les tons de mugam dans ses premières œuvres.
Pendant la Seconde Guerre mondiale, il est envoyé en mission spéciale à Tabriz, la capitale de l'Azerbaïdjan du Sud pour fonder la Philharmonie nationale, et le compositeur y remplit fidèlement ses obligations.
En 1947, Hadji Khanmammadov entre au Conservatoire d'État d'Azerbaïdjan pour étudier la composition, d'abord dans la classe du professeur Boris Zeydman, puis il rejoint la classe du compositeur Gara Garayev. G. Garayev propose au jeune compositeur et joueur habile de tar d'écrire un concerto pour tar et orchestre symphonique, tenant compte de sa connaissance approfondie de la musique folklorique. Dans cet ouvrage, l'auteur utilise les riches caractéristiques d'intonation du tar et ses mérites. Les interprètes de son œuvre sont les meilleurs joueurs de tar de l'époque : Ahsan Dadashov, Hadji Mammadov et Ramiz Guliyev. Au cours de sa carrière, le compositeur crée des œuvres brillantes dans de nombreux genres. Il est à noter que le premier concerto pour Kamancha  et orchestre symphonique dans l'histoire de la musique azerbaïdjanaise est écrit par Haji Khanmammadov. Le compositeur compose ce concerto en 1990, après maintes réflexions et hésitations, où il exprime habilement les traits timbraux et les moyens techniques d'expression de l'instrument.

## Travail administratif
Haji Khanmammadov a occupé à plusieurs reprises des postes de responsabilité, notamment directeur de l'Orchestre philharmonique d'État d'Azerbaïdjan M. Magomayev, directeur artistique de l'Ensemble de chant et de danse d'État d'Azerbaïdjan.

## Récompenses
- Artiste émérite de la RSS d'Azerbaïdjan (1967)
- Décret honorifique du Présidium du Soviet suprême de la RSS d'Azerbaïdjan - 22.06.1978 [3]
- Artiste du peuple de la RSS d'Azerbaïdjan
- Ordre Chohrat (2000)